# 秋山仁
秋山 仁（あきやま じん、1946年10月12日 - ）は、日本の数学者（専門は、グラフ理論・離散幾何学）。アコーディオン奏者。学位は理学博士（東京理科大学・1982年）。
東京理科大学栄誉教授。東海大学名誉教授。南開大学（中華人民共和国）客員教授。駿台予備校名誉校長。日本文藝家協会会員。
日本医科大学医学部助教授、東海大学大学院理学研究科教授、東海大学教育開発研究所所長、東京理科大学近代科学資料館長などを歴任した。

## 人物
東京都武蔵野市出身。

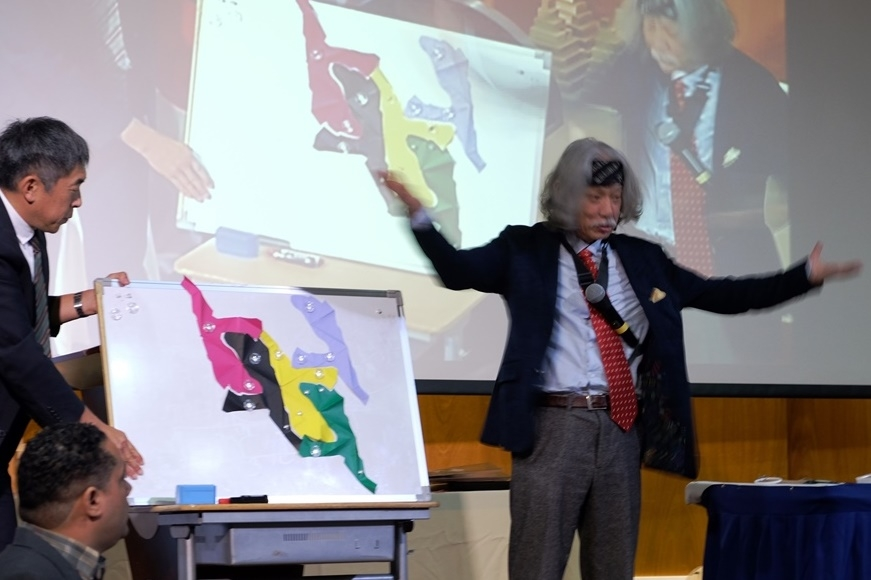
2018年10月8日、ラ・ロマーナ地区教員人材育成学院にて

髭を生やし、長髪にバンダナを巻くという学者らしからぬスタイルで、テレビ出演もしている。通称「レゲエ教授」。かつては駿台予備学校で予備校講師もしていた。数学検定の会長なども歴任。また、NHK高校講座「数学基礎」では講師を務めていた。
2003年7月に北海道網走市の廃校舎を利用した「オホーツク数学ワンダーランド」の名誉館長を務め作品を多数展示していたが、運営する「特定非営利活動法人オホーツク数学ワンダーランド」の解散に伴い、2007年3月をもって閉館となった（最終開館日は冬期休館前の2006年11月）。初年度は1万人以上の来館者があったが、徐々に減少して2006年度は約3,300人に落ち込み、自身もテレビ出演や学会などで来館が難しくなっていた。
2012年3月で東海大学を定年退職し、同年4月から東京理科大学理学部教授と理数教育研究センター長に着任した。
2013年4月 東京理科大学近代科学資料館館長を兼任。
2018年4月1日付で東京理科大学特任副学長に就任。

## エピソード

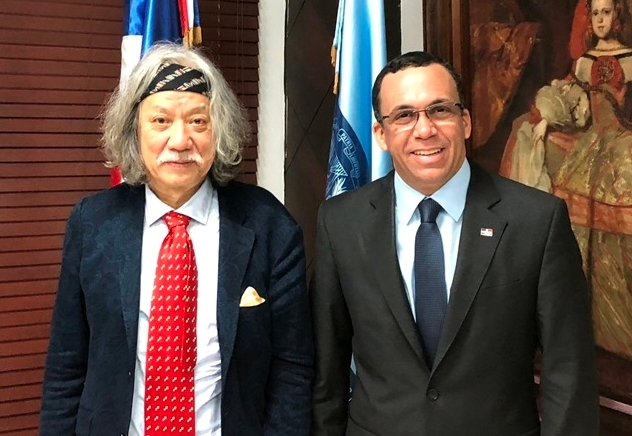
2018年10月1日、ドミニカ共和国にて教育大臣アンドレス・ナバロ（右）と

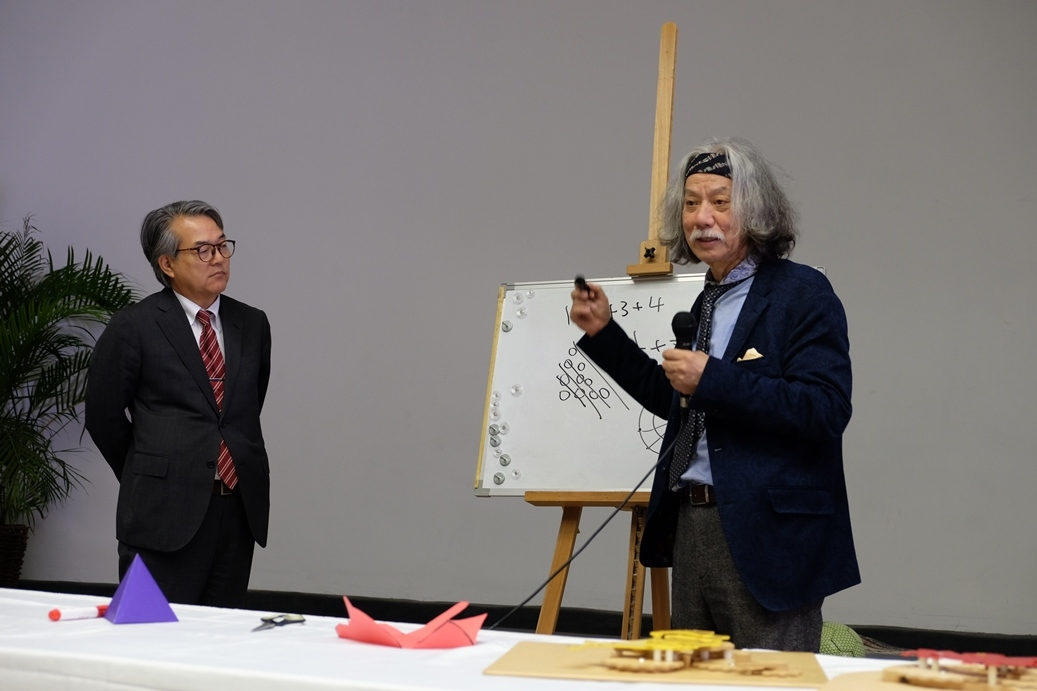
2018年10月9日、サントドミンゴ地区教員人材育成学院にてドミニカ共和国駐箚特命全権大使牧内博幸（左）と

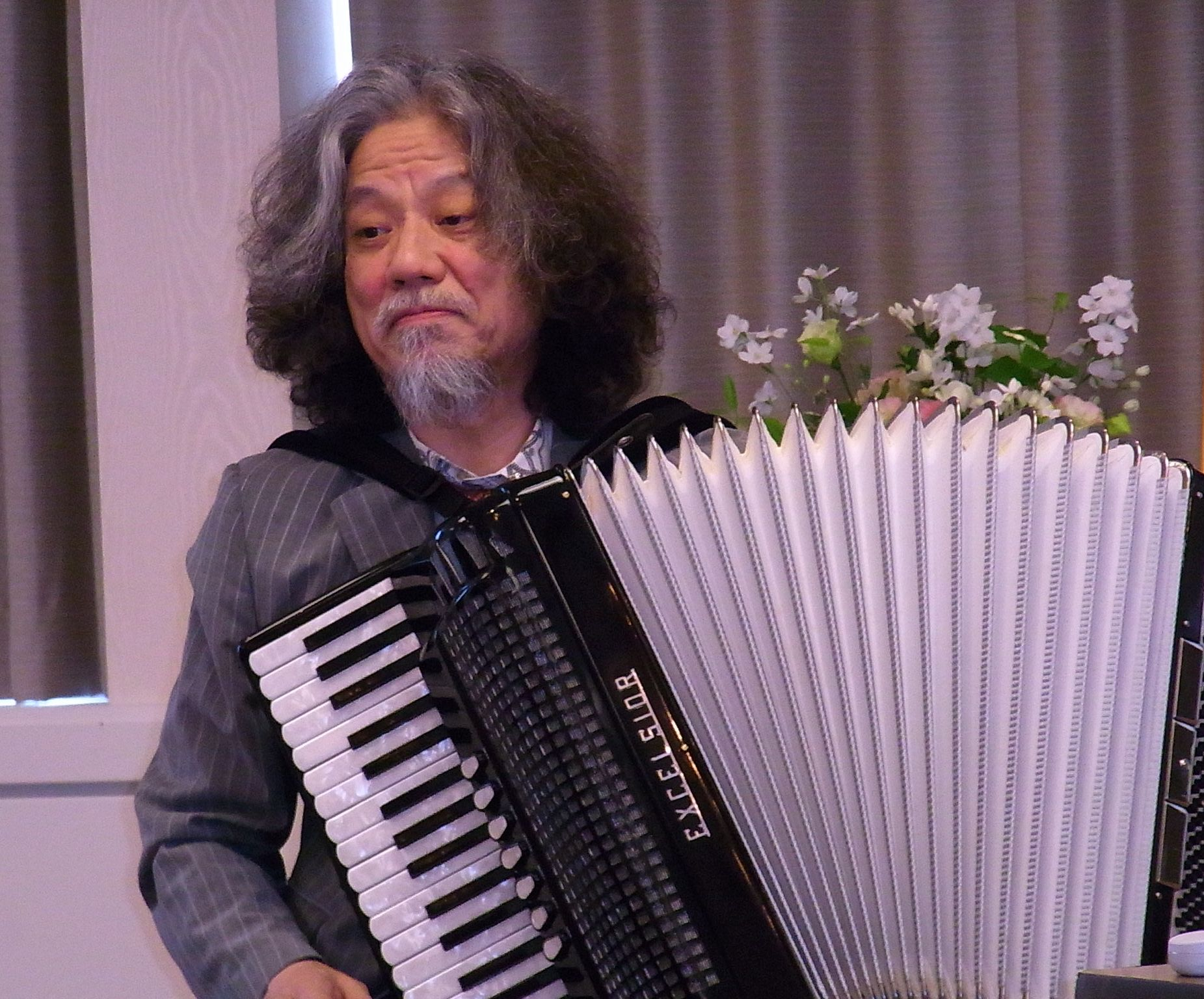
霞ヶ関ビル 2010年6月20日撮影

- 2003年11月21日、福岡県築上郡椎田町（現・築上町）の椎田中学校体育館落成式の記念講演に呼ばれるはずだったが、プロモーターの手違いで、当日に同姓の元プロ野球選手・秋山幸二が現れ、学校関係者により「良ければ、講演して頂けませんか?」と請われ、秋山幸二が講演を行うという珍事が発生した。後日、京都大学で講演を行った秋山仁は、壇上に上がると「こんにちは、秋山幸二です」と言って聴衆を笑わせた。この珍事から12年越しとなる2015年9月27日に同町の文化会館コマーレにて講演会の開催が実現し、冒頭「今度こそ、本物の秋山仁です」と語って会場内から拍手喝采を浴びた[3]。
- 現在では数学者である秋山だが、中学生の時に隣の女子と会話をしていたところを先生に当てられ、何も分からなくなってしまった。先生がyを消せばいいといったところ、黒板消しでyを消してしまった（高校数学入門より）。またエッセイにて高校時代、黒板に書かれた対数のlogを指差し「先生、その10グラムというのは何ですか？」と質問してしまい、あだ名が「10グラム男」になったというエピソードを明かしている。
- 小学生の頃もあまり秀でた成績ではなかったというが、中学2年の時には夏休みの自由研究で正多面体が5種類しかないことを証明して先生を驚かせた。
- 中学・高校・大学受験は全敗。滑り止めで入学した高校で出会った教師に数学の楽しさを教わり数学者の道を目指す。高校時代から四色問題に興味を持っており、その解決のためにグラフ理論の研究を志した。
- 東京理科大学は補欠合格。理科大時代も成績が悪かったため大学院へ進学できず、新設されたばかりの上智大学大学院理工学系研究科数学専攻修士課程へ進学した。受験者・合格者ともに秋山1名のみ。
- 上智大学でも成績が悪く日本で就職ができなかったため海外へ職を求め、ガーナ共和国クマシにあるクマシ工科大学で求人を見つけガーナへ渡航することになった。
- ガーナではクーデターが勃発したため内定取り消しになるも、知り合いの紹介で日本医科大学に職を得る。1978年に日本医科大学医学部基礎科学科助教授に就任。
- 学生時代から肉体労働、バーテンダー、予備校講師などを務め、駿台予備学校ではカリスマ先生として多くの受験生を合格へ導いた。現在も入試数学の解説書を執筆している。
- ミシガン大学へ留学するため論文を送り、入門の熱意が認められ教授のフランク・ハラリー（英語版）に師事。ミシガン大学では寝食を忘れ研究に打ち込むが病気になり、病気になるようなヤツは学者になるなとハラリーに一喝される。留学中に挑んでいた四色問題の解決で他の学者に先を越され失意の中帰国。
- 東京理科大学へ博士論文を提出するがグラフ理論の論文査定ができる教授がいないと却下される。その後、論文査定のできる教授が赴任したことで博士号が授与された（1982年）。
- Ferran Hurtado[4], Jorge Urrutia[5]などの数学者からも多くのことを学んだ。
- 「こだわりがある、という生き方をしていると思う人を挙げてください」という質問に、恩師のミシガン大学のフランク・ハラリー教授と、数学者ポール・エルデシュを挙げたことがある。「人生に影響を与えた本は？」という質問には、中学のときに読んだ「原野の四季」「牧場の四季」（周はじめ著・理論社）と、高校生のときに読み、人の人生の恐ろしさを感じた「天才と狂人の間～島田清次郎の生涯」（杉森久英著・河出書房新社）を挙げたことがある。[6]

## 略歴

### 学歴
- 1965年 - 駒場東邦高等学校卒業
- 1965年 - 東京理科大学理学部応用数学科入学
- 1969年 - 東京理科大学理学部応用数学科卒業
- 1972年 - 上智大学大学院理工学研究科数学専攻修士課程修了。偏微分方程式論の南雲道夫に師事。
- 1978年から1979年 - ミシガン大学でフランク・ハラリー教授に師事（専攻はグラフ理論）
- 1982年 - 東京理科大学より理学博士の学位を取得。博士論文のタイトルは"Factorization and linear arboricity of graphs"。

### 職歴
- 東京理科大学特任副学長
- 東京理科大学近代科学資料館館長
- 東京理科大学理数教育研究センター長
- 東海大学教育開発研究所所長
- 東海大学大学院理学研究科教授
- 駿台予備学校数学科講師
- 駿台予備学校札幌校校長

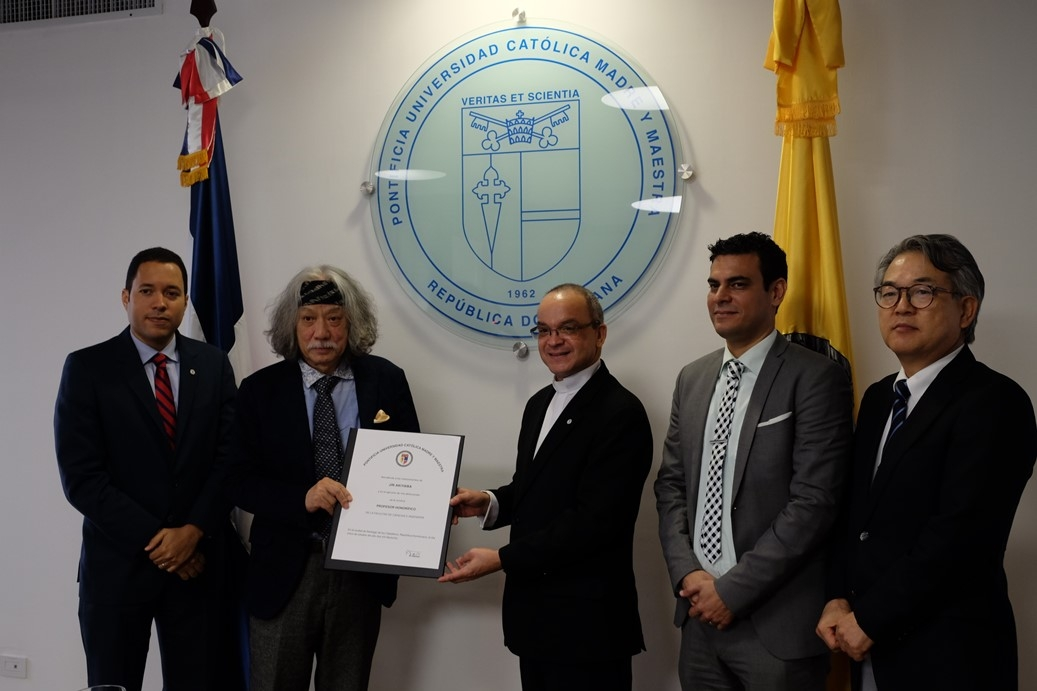
2018年10月5日、母と教師のカトリック大学学長アルフレド・デラクルス（中央）から名誉博士号を受領

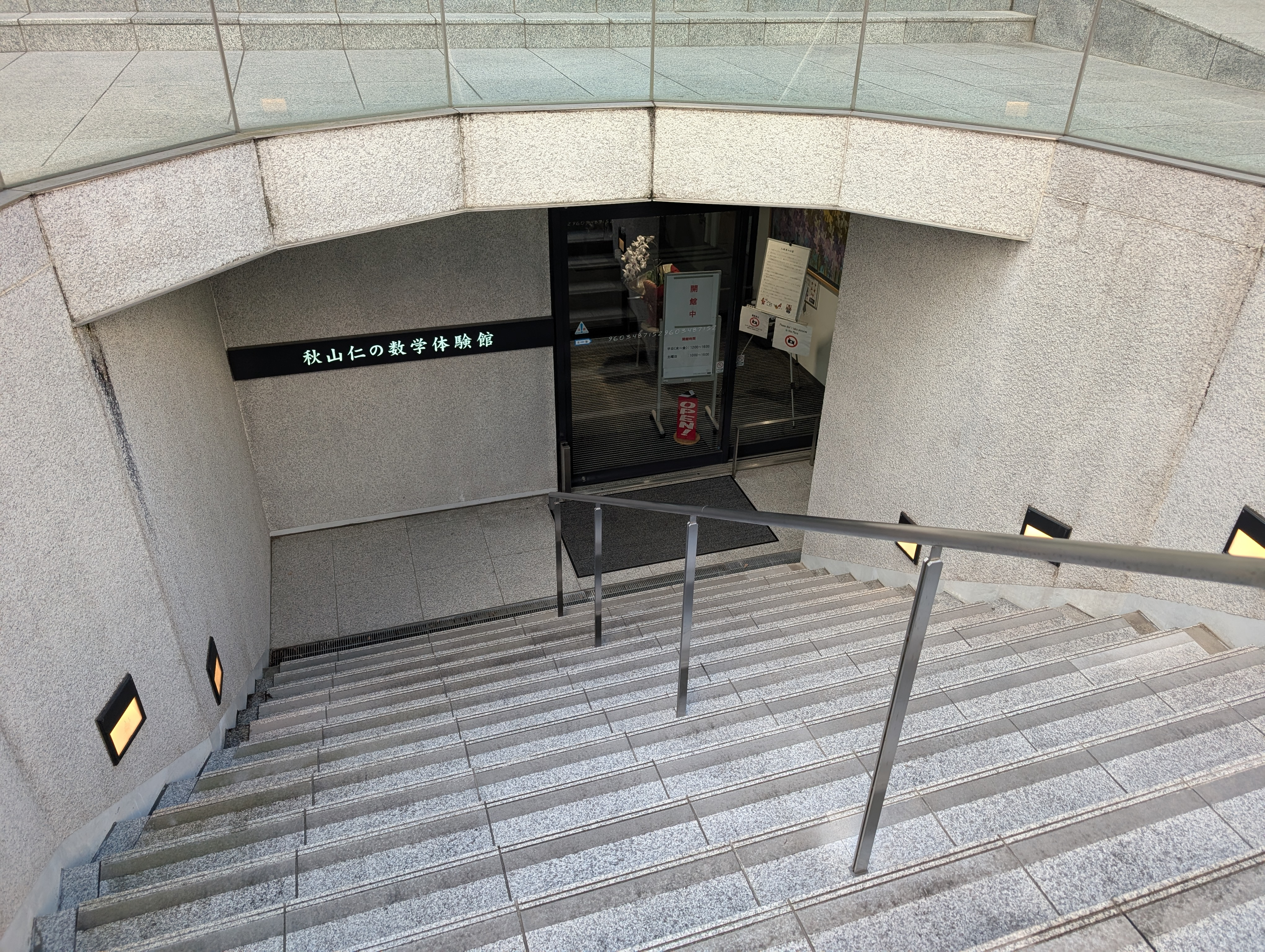
近代科学資料館地階に秋山仁の数学体験館がある

- AT&Tベル研究所非常勤科学コンサルタント
- ミシガン大学数学科客員研究員
- 日本医科大学助教授
- 東京理科大学理学部数学科教授
- 電気通信大学非常勤講師
- 京都芸術高等学校名誉校長
- Journal of Graph Theory (Wiley) 編集者1979-1997
- Graphs and Combinatorics (Springer) 編集長1985-1994、編集主幹1994-

## 著書・訳書

### 著書（洋書）
- 『A Day's Adventure in Math Wonderland』(World Scientific)

### 著書（小学生向け）
- わかる!できる!のびる!ドラゼミ・ドラネットブックス 日本一の教え方名人ナマ授業シリーズ」（小学館）
  - 『算数がメチャとくいになれる本 - 秋山仁のおもしろ授業』
  - 『秋山仁のダントツ授業　パズルで算数アタマをみがく本〈上〉』
  - 『秋山仁のダントツ授業　パズルで算数アタマをみがく本〈下〉』
  - 『パズルで算数アタマをみがく本　中学入試攻略編 - 秋山仁の超ダントツ授業』
- 「ドラえもんのはじめて学習ムックシリーズ」（小学館）
  - 『パノラマ絵ときさんすうじてん　オールカラー』
- 『そうか!算数ってこんなにおもしろかったんだ！』（主婦と生活社）

### 著書（中学生向け）
- 『マンガ秋山仁の数学トレーニング〈1〉』（東京図書）
- 『マンガ秋山仁の数学トレーニング〈2〉』（東京図書）
- 『秋山仁のおもしろ数学発想法　戦略編〈1〉- 中学生から大人まで』（日本放送出版協会）
- 『秋山仁のおもしろ数学発想法　戦略編〈2〉- 中学生から大人まで』（日本放送出版協会）

### 著書（高校生向け）
- 『秋山仁の数学渡世』（朝日文庫）（朝日新聞社）
- 『秋山仁の放課後無宿』（朝日文庫）（朝日新聞社）
- 『秋山仁　皆殺しの數學』（ワニの本）（KKベストセラーズ）
- 『知性の織りなす数学美 - 定理づくりの実況中継』（中公新書）（中央公論新社）
- 『秋山仁の遊びからつくる数学 - 離散数学の魅力』（ブルーバックス）（講談社）
- 『誰かに解かせたくなる算数・数学の本』（幻冬舎文庫）（幻冬舎）
- 『秋山仁と算数・数学不思議探検隊』（森北出版）
- 『初等離散数学』（新数学入門シリーズ）（森北出版）
- 『ゲームにひそむ数理 - ゲームでみがこう!! 数学的センス』（森北出版）
- 『コンビニで数学しよう - リョータ君の数学日誌から』（森北出版）
- 『やさしい数学 微分と積分まで』（森北出版）
- 『数学オリンピック全問題　1984〜1991』（日本評論社）
- 『全攻略 数学オリンピック』（日本評論社）
- 『努力は報われず正義は滅びる - レゲエ数学者の人生談義』（同文書院）
- 『もっとデッカイ世界があるぞ』（自分探しの旅シリーズ）（ポプラ社）
- 『数学流生き方の再発見』（中公新書）

### 著書（大学受験生向け）
- 『秋山数学講義の実況中継 上 - 問題の戦略的解法』（語学春秋社）
- 『秋山数学講義の実況中継 下 - 問題の戦略的解法』（語学春秋社）

#### 発見的教授法による数学シリーズ
駿台文庫（駿台レクチャー叢書）、のち森北出版（2014年発行）
- 『数学の証明のしかた』
- 『数学の技巧的な解き方』
- 『数学の発想のしかた』
- 『数学の視覚的な解きかた』
- 『1次変換のしくみ』
- 『立体のとらえかた』
- 『数学の計算回避のしかた』

#### 駿台受験シリーズ 駿台文庫
- 『秋山・大貫のもっとわかる数学I・A』
- 『秋山・大貫のもっとわかる数学II・B』

#### チャートBOOKS — クリエイティブ高校数学講座 数研出版
- 『大数学者に学ぶ入試数学IA - 高校数学の解法のルーツを探る』
- 『大数学者に学ぶ入試数学IIB - 高校数学の解法のルーツを探る』
- 『作って試して納得数学 - 発見的高校数学入門（第1集）』
- 『作って試して納得数学 - 発見的高校数学入門（第2集）』
- 『名作から学ぶ奇想天外数学的発想法』

#### 大学受験ポケットシリーズ 学習研究社
- 『オロカ者の定義 - 元気が出る!受験生改造講座』

### 著書（大学生向け）
- 『グラフ論要説　数学選書』（槙書店）
- 『入門　組合せ論』（共立出版）
- 『現代組合せ論』（共立出版）
- 『危機に立つ日本の理数教育』

### 共著
- 『離散数学入門 入門 有限・離散の数学』R.L.Graham共著（朝倉書店）,1993 ISBN 4254114192
- 秋山仁・松永清子『秋山仁のこんなところにも数学が！』　扶桑社文庫、2009年、ISBN 978-4594060817

### 訳書
- 『数学発想ゼミナール〈1〉』（シュプリンガーフェアラーク東京）
- 『数学発想ゼミナール〈2〉』（シュプリンガーフェアラーク東京）
- 『数学発想ゼミナール〈3〉』（シュプリンガーフェアラーク東京）
- 『グラフの不変数 組合せ論演習』（東海大学出版会・榎本彦衛と共訳）
- 『集合論的グラフ理論　組合せ論演習』（東海大学出版会・榎本彦衛と共訳）
- 『グラフの構造　組合せ論演習』（東海大学出版会・榎本彦衛と共訳）
- 『ガードナーのおもしろ科学実験』（東海大学出版会）
- 『数学は生きている　身近に潜む数学の不思議』（東海大学出版会）
- 『証明の展覧会〈1〉眺めて愉しむ数学』（東海大学出版会）
- 『証明の展覧会〈2〉眺めて愉しむ数学』（東海大学出版会）
- 『難問とその解法 作用素・数論（数学問題シリーズ）』シュプリンガーフェアラーク東京
- 『難問とその解法 確率論 数学問題シリーズ（数学問題シリーズ）』（シュプリンガーフェアラーク東京）
- 『難問とその解法 微積分と複素解析（数学問題シリーズ）』（シュプリンガーフェアラーク東京）
- 『難問とその解法 測度論・数列と級数・集合論（数学問題シリーズ）』（シュプリンガーフェアラーク東京）
- 『難問とその解法 幾何・組合せ（数学問題シリーズ）』（シュプリンガーフェアラーク東京）
- 『離散幾何学における未解決問題集』（シュプリンガーフェアラーク東京）
- 『数学ワンダーランドへの1日冒険旅行』（近代科学社）

## 受章
- 2025年4月 - 瑞宝中綬章[7][8]

## 関連書籍
- 『秋山仁の落ちこぼれは天才だ』（講談社、吉永良正著、秋山の高校時代、大学時代、大学院時代、米国大学院留学時代に詳しい、ISBN 978-4062739627）

## 出演番組
- NHK高校講座 数学基礎（NHK教育→NHK Eテレ） - 講師
- おしえて!ガリレオ（読売テレビ制作・日本テレビ系） - 解答者
- 皆殺しの數學（フジテレビ）
- 高校数学入門（NHKラジオ第2放送） - 講師

## CM
- バンプレスト『す〜ぱ〜ぷよぷよ』（1993年）